# Saint-Martin-de-Seignanx
Saint-Martin-de-Seignanx é uma comuna francesa na região administrativa da Nova Aquitânia, no departamento Landes. Estende-se por uma área de 45,48 km². Em 2010 a comuna tinha 5 760 habitantes (densidade: 126,6 hab./km²).